# اسپرینگویل، نیو ساوت ولز
اسپرینگویل (به انگلیسی: Springvale) یک حومه شهر در استرالیا است که در نیو ساوت ولز واقع شده‌است.